# Tony Rickardsson

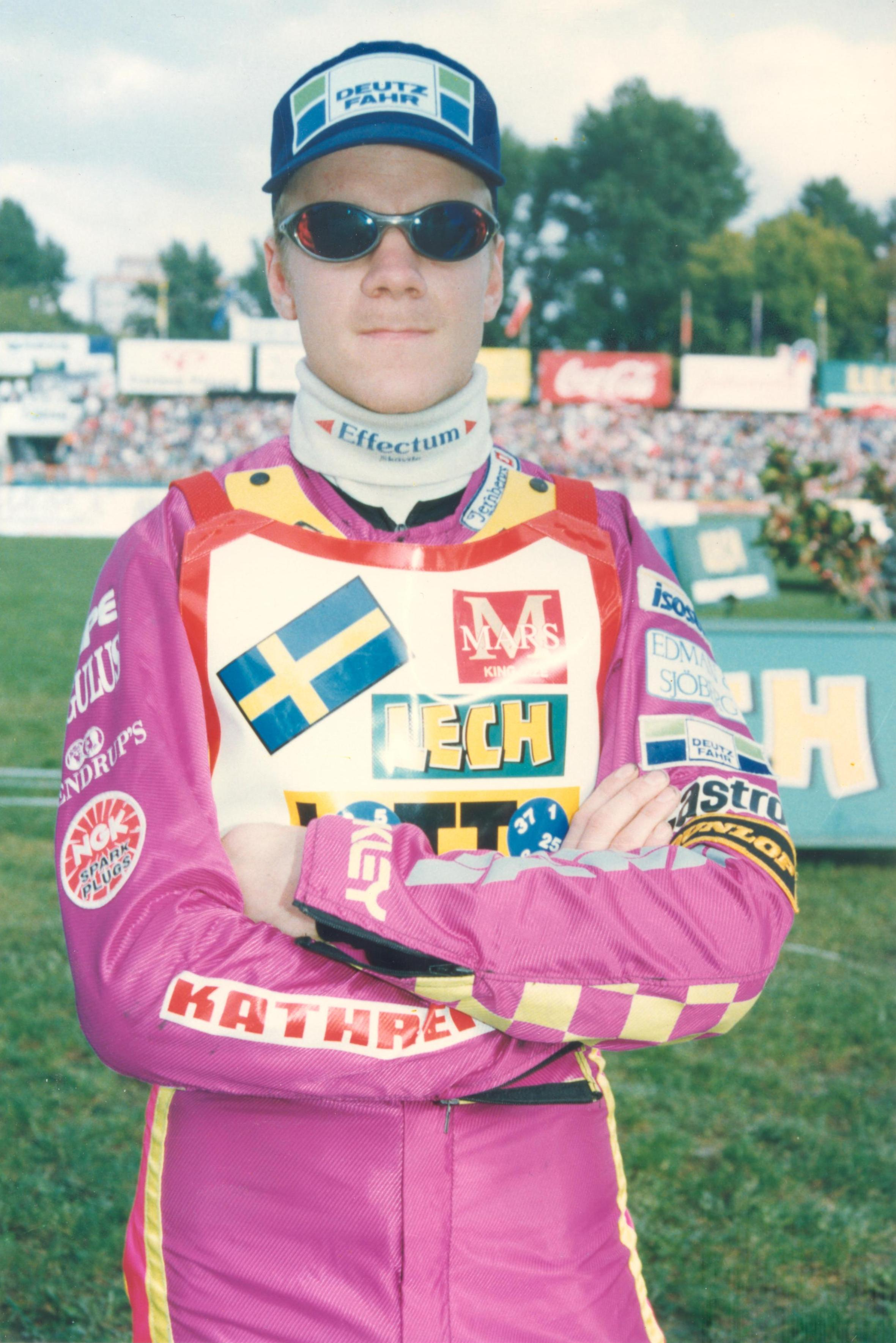
Tony Rickardsson 1995

Tony Rickardsson (* 17. August 1970 in Avesta) ist ein schwedischer Speedway-Fahrer.
Rickardsson zählt zu den erfolgreichsten Speedway-Fahrern der Welt. Er hält zusammen mit dem Neuseeländer Ivan Mauger den Rekord von sechs Einzel-Weltmeisterschafts-Titeln. Am 1. August 2006 gab Rickardsson bekannt, dass er aufgrund einer Gehirnerschütterung, die er sich bei einem Rennen des Jahres zugezogen hatte, keine weiteren Wettbewerbe mehr bestreiten wird.

## Leben
Anfänglich war Rickardsson auch an Eishockey interessiert und spielte als Mannschaftskapitän in einem Verein der Region Dalarna. Als der Zeitaufwand für zwei Sportarten nicht mehr zu bewältigen war, entschied er sich für Speedway. Danach begann eine kometenhafte Karriere. Schon mit 20 war er schwedischer Meister und ein Jahr später konnte er die Silbermedaille bei der individuellen Weltmeisterschaft gewinnen. Seinen ersten Weltmeistertitel konnte Rickardsson 1994 mit 24 Jahren erringen. Danach folgten fünf weitere Einzelweltmeisterschaften in den Jahren 1998, 1999, 2001, 2002 und 2005.
Rickardsson gewann auch mehrere Weltmeistertitel für Doppel und Mannschaften. Des Weiteren stand er bei diversen Landesmeisterschaften ganz oben auf dem Siegerpodest. Er fuhr in den meisten Jahren seiner Karriere für den schwedischen Verein Masarna und auch für einen polnischen Verein.

## Auszeichnungen
Für seine Leistungen erhielt Tony Rickardsson 1999 die Svenska-Dagbladet-Goldmedaille und 2005 den Hauptpreis der schwedischen TV-Redaktion Radiosporten (Jerringpris). Tony Rickardsson ist Ehrenbürger der Stadt Tarnów in Polen (dt.: Tarnau) seit 2006.